# NK-92
NK-92细胞是一种人类自然杀伤细胞（NK细胞）的细胞系，分离自一位50岁的男性非霍奇金氏淋巴瘤病人。NK-92能分泌肿瘤坏死因子（TNF-α）和γ-干扰素（IFN-γ）等细胞因子，还能通过穿孔素与颗粒酶来攻击被细菌感染的细胞。

## 外部連結
- Cellosaurus entry for NK-92 （页面存档备份，存于）